# Kommissarie Montalbano
Kommissarie Montalbano är en italiensk TV-serie baserad på Andrea Camilleris kriminalromaner. Serien regisserades av Alberto Sironi och hade premiär den 6 maj 1999. Handlingen utspelar sig i den fiktiva staden Vigata på Sicilien. Typiskt för serien är att våldet är ganska nedtonat och att det sällan frossas i blodiga detaljer. 
Den atletiske men matglade Montalbano är jovialisk och djupt förstående inför de smärre mänskliga svagheter han möter i sitt yrke. Däremot har han ett starkt rättspatos då det gäller mer allvarliga brott. I det privata har han ett ganska komplicerat kärleksliv. En stor dos humor finns även med i handlingen och det är huvudsakligen Montalbanos assistent Catarella som står för den komiska biten. En typisk inledning av ett avsnitt går ut på att Montalbano blir uppringd av den upphetsade Catarella som flåsar fram ett "dottore, dottore" (titeln för akademiker i Italien) varefter han på ett något oklart vis skildrar ett nytt mordfall. 

## Avsnitt
| Säsong    | År   | Svensk titel                                | Italiensk titel            | Engelsk titel                                     |
| --------- | ---- | ------------------------------------------- | -------------------------- | ------------------------------------------------- |
| Säsong 1  | 1999 | Den tunisiske sjömannen / Smörgåstjuven     | Il ladro di merendine      | The Snack Thief                                   |
| Säsong 1  | 1999 | Den sjungande violinen                      | La voce del violino        | The Voice of the Violin                           |
| Säsong 2  | 2000 | Formen av vatten                            | La forma dell'acqua        | The Shape of Water                                |
| Säsong 2  | 2000 | Terrakottahunden                            | Il cane di terracotta      | The Mystery of the Terracotta Dog                 |
| Säsong 3  | 2001 | Organtjuvarna                               | La gita a Tindari          | Excursion to Tindari / A Trip to Tindari          |
| Säsong 3  | 2001 | Konstnärens handlag                         | Tocco d'artista            | The Artist's Touch                                |
| Säsong 4  | 2002 | Döden är blind                              | Il senso del tatto         | The Sense of Touch                                |
| Säsong 4  | 2002 | Död mans hemlighet / Montalbanos nyårsafton | Gli arancini di Montalbano | Montalbano's Croquettes                           |
| Säsong 4  | 2002 | Mannen från Montelusa                       | L'odore della notte        | The Scent of the Night                            |
| Säsong 4  | 2002 | Katten och döden                            | Gatto e cardellino         | The Goldfinch and the Cat                         |
| Säsong 5  | 2005 | Barnsmugglarna                              | Il giro di boa             | Turning Point                                     |
| Säsong 5  | 2005 | Mafiosons änka                              | Par condicio               | Equal Time                                        |
| Säsong 6  | 2006 | En spindels tålamod                         | La pazienza del ragno      | The Patience of the Spider                        |
| Säsong 6  | 2006 | Kontraktet                                  | Il gioco delle tre carte   | Find the Lady / The Game of Three Cards           |
| Säsong 7  | 2008 | Hämnarens syster                            | La vampa d'agosto          | August Flame                                      |
| Säsong 7  | 2008 | Den tatuerade kvinnan / Fjärilens vingar    | Le ali della sfinge        | The Wings of the Sphinx                           |
| Säsong 7  | 2008 | Spår i sanden                               | La pista di sabbia         | The Track of Sand                                 |
| Säsong 7  | 2008 | Pappersmånen / Papperslyktan                | La luna di carta           | Paper Moon                                        |
| Säsong 8  | 2011 | Krukmakarens åker / Krukmakarfältet         | Il campo del vasaio        | The Potter's Field                                |
| Säsong 8  | 2011 | Måsens dans                                 | La danza del gabbiano      | The Gull's Dance                                  |
| Säsong 8  | 2011 | Skattjakten                                 | La caccia al tesoro        | Treasure Hunt                                     |
| Säsong 8  | 2011 | En tid av tvivel                            | L'età del dubbio           | The Age of Doubt                                  |
| Säsong 9  | 2013 | Angelicas leende                            | Il sorriso di Angelica     | Angelica's Smile                                  |
| Säsong 9  | 2013 | Lek med speglar / Spegelhallen              | Il gioco degli specchi     | Hall of Mirrors                                   |
| Säsong 9  | 2013 | En röst i natten                            | Una voce di notte          | A Voice in the Night                              |
| Säsong 9  | 2013 | En strimma ljus / Ett blänk av ljus         | Una lama di luce           | A Ray of Light                                    |
| Säsong 10 | 2016 | Kärlekens pris / A Deadly Affair            | Una faccenda delicata      | A Delicate Matter                                 |
| Säsong 10 | 2016 | På farlig mark / On Dangerous Ground        | La piramide di fango       | The Mud Pyramid                                   |
| Säsong 11 | 2017 | Ormboet                                     | Un covo di vipere          | A Nest of Vipers                                  |
| Säsong 11 | 2017 | Enligt gängse regler                        | Come voleva la prassi      | As Per Procedure / According to Protocol          |
| Säsong 12 | 2018 | Passionskarusellen                          | La giostra degli scambi    | The Merry-Go-Round / Carousel                     |
| Säsong 12 | 2018 | Hjärtskärande kärlek                        | Amore                      | Love                                              |
| Säsong 13 | 2019 | Andra ändan av tråden                       | L'altro capo del filo      | The Other End of the Thread                       |
| Säsong 13 | 2019 | Den gamla dagboken                          | Un diario del '43          | A Diary from ‘43                                  |
| Säsong 14 | 2020 | Vännens död                                 | Salvo amato, Livia mia     | Except my beloved Livia / Beloved Salvo, My Livia |
| Säsong 14 | 2020 | Skyddsnätet                                 | La rete di protezione      | The Safety Net                                    |
| Säsong 15 | 2021 | Sista akten                                 | Il metodo Catalanotti      | The Catalanotti Method                            |

## Rollista (urval)
- Luca Zingaretti - kommissarie Salvo Montalbano
- Peppino Mazotta - kriminalinspektör Giuseppe Fazio
- Davide Lo Verde - poliskonstapel Galluzzo
- Angelo Russo - poliskonstapel Agatino Catarella
- Cesare Bocci - kommissarie Domenico "Mimì" Augello
- Roberto Nobile - Nicolò Zito
- Marcello Perracchio - doktor Marco Pasquano
- Katharina Böhm - Livia Burlando (1999-2002)
- Isabell Sollman - Ingrid Sjöström
- Lina Perned - Livia Burlando (2013)
- Sonia Bergamasco - Livia Burlando (2016-2021)